# Batalla de Morlaix
La batalla de Morlaix es va lliurar als afores de la vila de Morlaix, a Bretanya, el 30 de setembre de 1342 entre francesos i anglesos durant la Guerra de Successió bretona, en el conflicte global de la Guerra dels Cent Anys. Hi va tenir lloc la retirada tàctica, utilitzada per primera vegada pels anglesos. Únicament tres cronistes, els tres anglesos, relaten aquesta batalla, potser pel poc interès que va suscitar i perquè estava en joc una regió que ja no interessava.

## Antecedents
Joan III de Bretanya havia mort sense un hereu. El debat per la successió va derivar en una guerra civil a Bretanya que va durar gairebé 25 anys. En un primer moment es van postular com aspirants al títol el germanastre de Joan, Joan de Montfort i la seva neboda Joana de Penthièvre, dona de Carles de Blois. Joan comptava amb el beneplàcit de l'aristocràcia i el clergat bretons mentre Joan era considerat com un estranger indesitjable el centre de poder era a la Île de France. Així les coses, els anglesos van apostar per Juan de Montfort. No obstant això, Carles de Blois, nebot del rei Felip VI de França, va trair la seva dona i es va posar del costat dels francesos que no volien a cap dels aspirants, ja que ambicionaven el ducat per a ells.
Eduard III d'Anglaterra, poc va poder fer per ajudar el seu protegit, ja que tenia els seus propis problemes en el seu regne. No obstant això, va enviar un petit regiment per donar suport a Joan a les ordres de Walter Mauny. Arran del fet que les forces angleses aconseguissin diverses victòries a Bretanya, Eduard III, cada vegada més convençut en la causa, va enviar un batalló més nombrós de cavallers i arquers comandats per William de Bohun, comte de Northampton. No obstant això, aquesta ajuda s'ha fet massa temps i per a quan va arribar a Bretanya, Juan ja era pres dels francesos i Joana liderava el seu exèrcit contra els francesos.
El comte de Northampton va desembarcar el 18 d'agost de 1342 i de seguida es va posar al capdavant de l'exèrcit anglès a Bretanya. Va dirigir als soldats a la ciutat de Brest on la comtessa Joana i les seves minvades tropes estaven sent assetjades per l'exèrcit francès sota el comandament de Carles de Blois i el suport marítim d'una flota genovesa. Quan Northampton va aparèixer en el camp de batalla, els francesos van decidir aturar el seu atac i es van retirar a l'interior.

## La batalla de Morlaix
Una vegada que els francesos es van retirar, el comte de Northampton es va internar a la Bretanya fins a arribar a la vila de Morlaix, un dels bastions més importants de Carles de Blois a la regió. L'atac inicial a la ciutat va ser un complet desastre, ja que va ser repel·lit, però, ofuscat en el seu afany, William prop la ciutat i va començar a assetjar.
Carles de Blois, per la seva banda, un cop va haver retirat de Brest, va ser reclutant homes per les aldees fins a aconseguir un exèrcit de prop de 15.000 unitats. Amb aquest exèrcit, Carles volia arribar a Morlaix i plantar batalla a William. No obstant això, aquestes informacions van arribar a oïdes dels anglesos i William va deduir que no volia acorralar entre l'exèrcit de Carles i les tropes fidels que encara resistien a Morlaix, així que va aixecar el setge i va ser, amb una clara desavantatge numèrica, a la trobada dels francesos.
L'exèrcit francès constava de tres divisions, una d'elles formada únicament per cavallers liderats per Geoffroi de Charny i que sumaven 3.000. A això cal afegir uns 1.500 infants genovesos i una tercera divisió indeterminada d'infanteria bretona formada per lleves de la regió. Els efectius de l'exèrcit anglès són incerts. Quan William desembarcar tenia al seu comandament un exèrcit de 1.500 soldats entre cavalleria i infanteria. Poques forces més es van afegir, destacant l'ajuda de Robert d'Artois i els seus 800 soldats i una xifra indeterminada de milícia bretona. A aquesta desigual lluita calia afegir el nombre de soldats francesos que des de Morlaix sortien a l'encontre dels anglesos.